# 201. vojaškoobveščevalna brigada (ZDA)
201. vojaškoobveščevalna brigada (izvirno angleško 201st Military Intelligence Brigade) je vojaškoobveščevalna brigada Kopenske vojske Združenih držav Amerike.

## Odlikovanja
- Meritorious Unit Commendation
- Predsedniška omemba enote